# Isla Porchat
La Isla Porchat (en portugués: Ilha Porchat) es una isla situada en el litoral de São Paulo a la altura de la playa de los millonarios (praia dos Milionários), al este de la isla de San Vicente (São Vicente). Administrativamente, pertenece al municipio brasileño de São Vicente.

## Descripción
Se conecta a la isla de San Vicente por un puente, que fue construido debido a que la península que la conecta se llena cuando la marea sube, hoy en día la isla se conecta a la ciudad a través de una carretera común de dos vías, y con dos carriles cada una (la Avenida Ayrton Senna).
Debe su nombre a la familia Porchat, que solía tener varias casas de vacaciones allí y un casino, y que era frecuentado por personas adineradas, de toda la región. Después del cierre del casino y el entretenimiento que este proporcionaba, la isla se ha convertido en un lugar para residencias permanentes y también de espectáculos, con la posterior construcción del Club Isla Porchat.
Estaba dotada de una vegetación tropical, densa e impenetrable. Debido a su posición estratégica en la entrada de la bahía de San Vicente, se encuentra en un punto de referencia geográfico que identifica la entrada de la villa.